# Sanjay Ayre
Sanjay Ayre (* 19. Juni 1980 in Kingston) ist ein jamaikanischer Sprinter, der sich auf den 400-Meter-Lauf spezialisiert hat.
Er war bei den Olympischen Spielen 2000 in Sydney Mitglied der jamaikanischen 4-mal-400-Meter-Staffel, die die Bronzemedaille gewann. Ayre selbst wurde zwar im Finale nicht eingesetzt, half jedoch in den beiden Qualifikationsrunden dieses überhaupt zu erreichen.
Bei den Panamerikanischen Spielen 2003 in Santo Domingo gewann er gemeinsam mit Michael Campbell, Lansford Spence und Davian Clarke die Goldmedaille in der Staffel.
Die nächste Staffelmedaille holte er mit bei den Weltmeisterschaften 2005 in Helsinki. Als Startläufer belegte Ayre zusammen mit Brandon Simpson, Lansford Spence und Davian Clarke den dritten Platz hinter den Mannschaften der Vereinigten Staaten und der Bahamas.
Bei den Olympischen Spielen 2008 in Peking wurde Ayre mit der Staffel Achter.
Als Einzelstarter über 400 Meter nahm er zweimal an Weltmeisterschaften (2001 in Edmonton und 2007 in Osaka) und einmal an Olympischen Spielen (2008 in Peking) teil, schied jedoch jeweils in den Vorläufen aus.
Sanjay Ayre hat bei einer Körpergröße von 1,88 m ein Wettkampfgewicht von 84 kg.

## Bestleistungen
- 200 m: 21,09 s, 6. Juli 2005, Tel Aviv
- 400 m: 44,82 s, 22. Juni 2002, Kingston